# Richard Lerner
Richard Alan Lerner (Chicago, 28 de agosto de 1938 - San Diego, 2 de diciembre de 2021) fue un químico y patólogo estadounidense, investigador puntero en anticuerpos e inmunología humana.
Nació en Chicago (EE. UU.) y estudió medicina en las universidades de Northwestern y Stanford, doctorándose en este centro en 1964. Trabajó en el Instituto Scripps en La Jolla (California).
Realizó importante aportaciones en el campo de la inmunología; entre otras, la teorización, diseño y creación de bibliotecas combinatorias de anticuerpos para ampliar el rango del sistema inmune, el desarrollo en la producción de anticuerpos sin inmunización con un método propio y el desarrollo de los llamados anticuerpos catalíticos para acelerar y catalizar reacciones químicas.
Recibió numerosos premios, entre ellos el Premio Wolf de Química en 1995 junto a Peter Schultz y el Premio Príncipe de Asturias de Investigación Científica y Técnica en 2012 junto a Gregory Winter.